# 納塔利婭·卡內姆

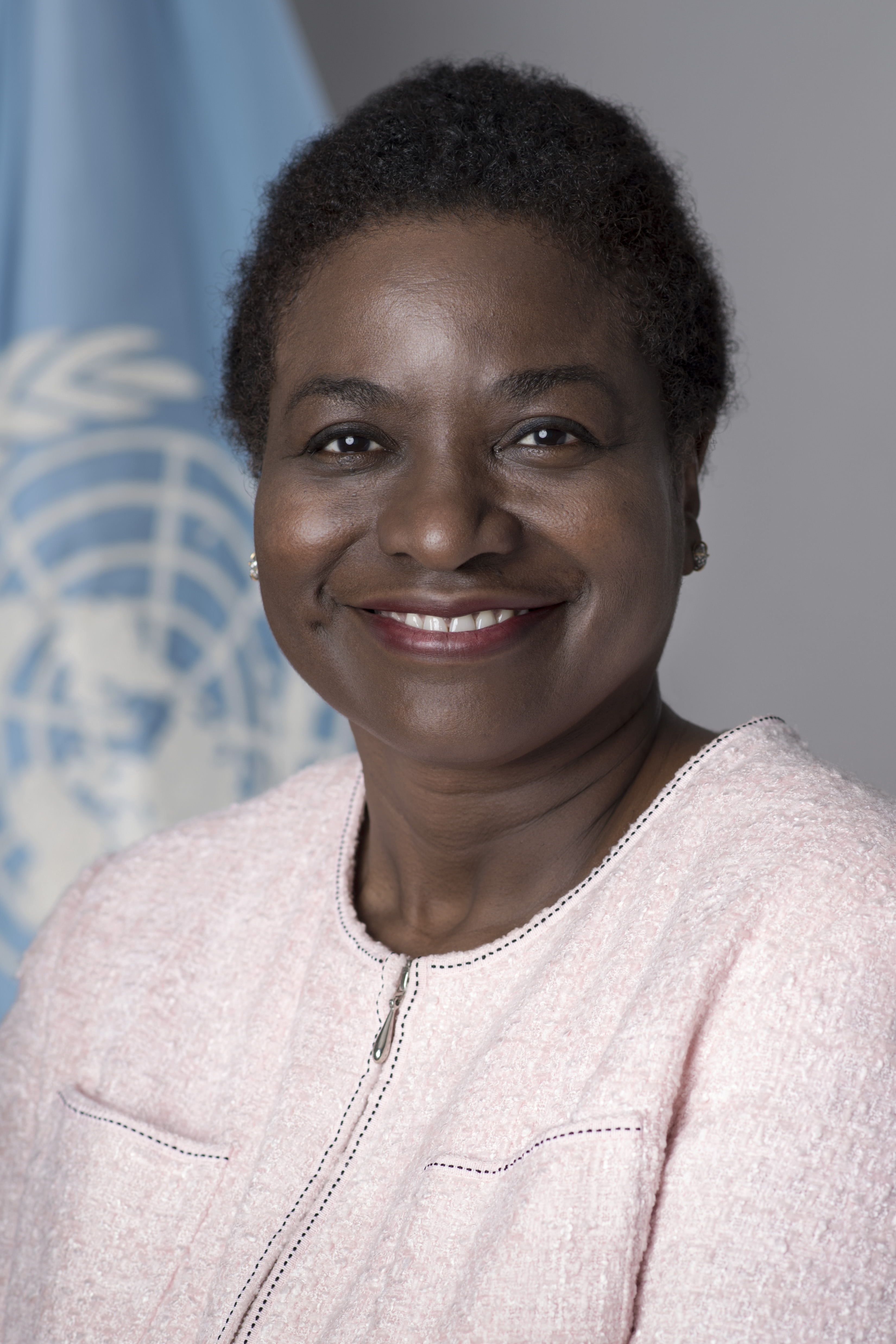
納塔利婭·卡內姆

納塔利婭·卡內姆（英語：Natalia Kanem）是一名醫生，目前擔任聯合國性與生殖健康機構——聯合國人口基金的執行主任。她是聯合國級別最高的女性之一，也是首位擔任人口基金負責人的拉丁美洲人。

## 早期生活和教育
卡內姆就讀於哈佛大學，並以優異的成績畢業，獲得歷史和科學學士學位。她在哈佛大學讀書時就開始參與有關婦女權利的問題，當時她參加了1975年第一屆聯合國婦女問題世界會議。她後來獲得哥倫比亞大學醫學學位，以及華盛頓大學的公共衛生碩士學位，專業是流行病學和預防醫學。

## 職業生涯
卡內姆在約翰霍普金斯大學和哥倫比亞大學的醫學和公共衛生學院開始其學術生涯。2012年至2013年，她在千里達及托巴哥的西印度群島勞埃德·貝斯特研究所擔任高級助理。2005年至2011年，她擔任ELMA慈善機構的創始主席，該機構主要關注非洲的兒童和青年。
1992年至2005年，卡內姆擔任福特基金會官員，在那裡她開創了婦女生殖健康和性行為方面的工作，特別是通過擔任該基金會在西非的代表。隨後，她擔任福特基金會副主席，負責非洲、亞洲、東歐、南美洲和北美洲的全球和平與社會正義項目。
在成為人口基金執行主任之前，卡內姆於2014年至2016年擔任該機構在坦桑尼亞的代表。隨後，她在2014年至2016年期間成為人口基金紐約總部負責方案的副執行主任。2017年10月3日，卡內姆被聯合國秘書長安東尼奧·古特雷斯任命為人口基金執行主任。在她的領導下，人口基金專注於實現三項成果：零產婦死亡、零未滿足的計劃生育需求以及零基於性別的暴力和有害做法。

## 其他活動
- 聯合國愛滋病聯合規劃署共同贊助組織委員會當然成員（2017年－）[12]
- 孕產婦、新生兒和兒童健康夥伴關係（英语：Partnership for Maternal, Newborn & Child Health）董事會成員[13]
- 聯合國系統職員學院（英语：United Nations System Staff College）理事會成員[14]
- 達格·哈馬舍爾德記者基金榮譽顧問委員會成員[15]
- 計劃生育2020參考小組聯合主席（與克里斯多福·埃利亞斯（英语：Christopher Elias）一起，2017年－）[16]
- 非洲信託基金（英语：TrustAfrica）前董事會成員[17]
- 美洲對話（英语：Inter-American Dialogue）成員